# Pylorobranchus
Pylorobranchus – rodzaj ryb promieniopłetwych z podrodziny Myrophinae w obrębie rodziny żmijakowatych (Ophichthidae).

## Rozmieszczenie geograficzne
Do rodzaju należą gatunki występujące w wodach zachodniego i północno-zachodniego Oceanu Spokojnego (Filipiny i Tajwan).

## Morfologia
Długość ciała do 121,8 cm; brak danych dotyczących masa ciała.

## Systematyka
Rodzaj zdefiniowała w 2012 roku para ichtiologów, Amerykanin John E. McCosker i Tajwańczyk Chen Hong-ming w artykule poświęconym nowemu rodzajowi i gatunkowi żmijakowatych z Tajwanu, opublikowanym w czasopiśmie Zoological Studies. Gatunkiem typowym jest (oryginalne oznaczenie (również monotypowe)) P. hoi.

### Etymologia
Pylorobranchus: gr. πυλωρoς pulōros ‘stróż, odźwierny’; βραγχια brankhia ‘skrzela’.

### Podział systematyczny
Do rodzaju należą następujące gatunki:
- Pylorobranchus hearstorum McCosker, 2014
- Pylorobranchus hoi McCosker, Loh & Lin, 2012